# Federik Mirdita

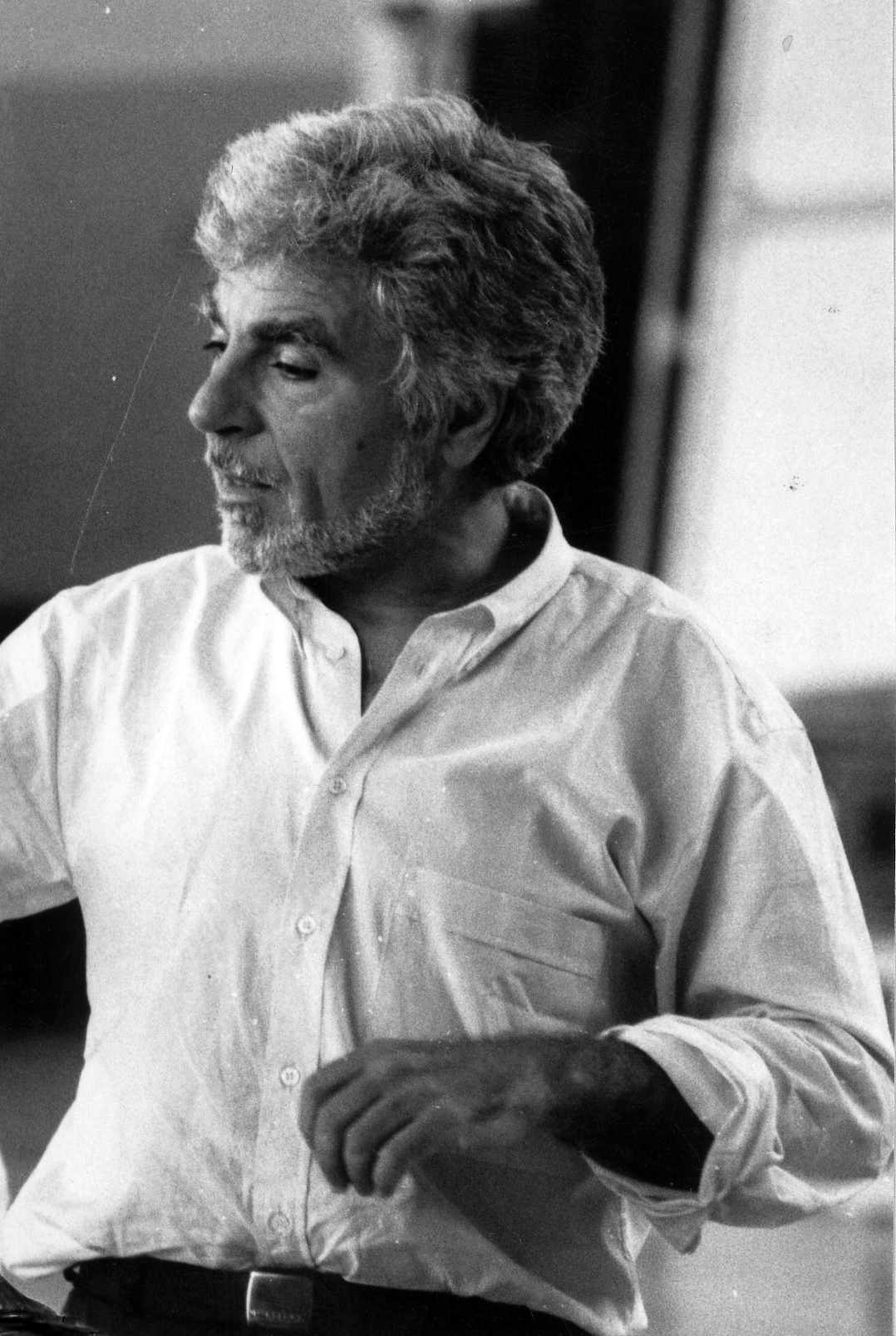
Federik Mirdita

Federik Mirdita (* 26. Januar 1931 in Tirana, Albanien; † 18. Februar 2016 in Wien) war ein österreichischer Regisseur.
Mirdita wuchs in Graz auf und besuchte das Lichtenfelsgymnasium. Er studierte anschließend in Wien Kunstgeschichte und Theaterwissenschaft und machte seine ersten Theaterversuche an Wiener Kleinbühnen. Von 1955 bis 1960 war er Regieassistent an der Wiener Staatsoper. Er wurde am Wiener Zentralfriedhof bestattet.

## Regisseur (Oper und Schauspiel)
Mirdita war an mehr als 40 Bühnen des In- und Auslands als Regisseur tätig und führte an die 200 Mal Regie.
Mozart stand dabei im Zentrum dieser Arbeiten mit 31 Inszenierungen von elf Werken, beispielsweise La Clemenza di Tito in Wien (Staatsoper, Theater an der Wien) – New York – Paris – Neapel – Bordeaux – Salzburg, Idomeneo in Paris – Buenos Aires – Bremen – Salzburg – Bordeaux.

## Inszenierungen (Auswahl)
Amsterdam, Bordeaux, Bremen, Buenos Aires (Colon), Darmstadt, Graz (Iván Eröds Orpheus ex Machina am Opernhaus), Innsbrucker Festwochen der Alten Musik, Kiel, Moskau (Bolschoi), München, Neapel, New York, Paris, Ossiach (Benjamin Brittens Verlorener Sohn von 1975 bis 1997), San Francisco, Wiesbaden, Wuppertal, Zürich, Wien (Staatsoper, Theater an der Wien, Volksoper, Theater in der Josefstadt, Schönbrunner Schlosstheater).
Barockopern:
- Claudio Monteverdi: Il Ritorno d’Ulisse
- Heinrich Ignaz Franz Biber: Arminio
- Henry Purcell: Dido und Aeneas – King Arthur – The Masque of Death and Love
- Georg Friedrich Händel: Saul – Jephta – Giulio Caesare mit dem Dirigenten Nikolaus Harnoncourt[7]

Wichtigste Inszenierung nach eigener Einschätzung: Händels Jephta in der Salzburger Kollegienkirche bei den Salzburger Festspielen 1983 bis 1986
Mirdita war in leitender Funktion unter anderem tätig am Staatstheater Braunschweig (als Oberspielleiter), am Landestheater Linz (als Operndirektor), am Salzburger Landestheater (als Intendant) am Wiener Max-Reinhardt-Seminar (Regieklasse).